# オルド
オルド／オルダ（古テュルク語: 𐰇𐱃𐰀 転写: uta、ᠥᠷᠳᠥ、転写: ordo、中:斡魯朶/兀魯朶）とは、契丹・蒙古などのモンゴル・テュルク系民族におけるカンや后妃の宿営地のこと。日本語訳では、行宮・宮帳・幕営と表記する。ゲル（パオ（包）、ユルト）とほぼ同義語である。

## 概要
オルドが歴史の上に現れるのは、遼の時代とされる。皇帝のもとに1つのオルドが設置され、これを維持するための州県や部族を附属させて、租税や兵士をもって奉仕した。皇帝の没後は后妃に引き継がれて皇帝の陵墓の警護・祭祀にあたった。また、后妃や皇太子が独自のオルドを有する例もあった。
モンゴル帝国及びそこから派生した元と諸ハン国では、オルドはカアン（皇帝）のみが保持したが、代わりに4つ前後のオルドが設置されて后妃に与えられ、后妃の采邑・歳賜・后妃個人への貢物をもって運営された。皇帝は4つのオルドを行き来して宿泊するオルドに設けられた主帳にて政務を行った。また、オルドを中心として大遊牧集団を構成して、1ヶ月あるいは季節ごとにオルドごと移動した。
チンギス・カンには38人の后妃がいた（『元史』）が、彼は皇后のボルテを第1オルド、これに次ぐクランに第2オルド、イェスイ、イェスゲン姉妹にそれぞれ第3・第4オルドを管轄させ、その他34名を分属させたとされている。
ジョチ・ウルス分裂期においては、「金のオルド」「青のオルド」「ノガイのオルド」などといった国家が乱立した。日本の歴史学においては「金帳汗国」「青帳汗国」などと表記されている。
20世紀に入っても、ロシアに対して独立運動を行ったカザフ人たちが「アラシュのオルド」（アラシュ自治国）を建国している。